# 関鉄矢
関 鉄矢（せき てつや、1994年2月8日 - ）は日本の男性総合格闘家。神奈川県横浜市出身。SONIC SQUAD所属。現ZSTフェザー級王者。

## 来歴
神奈川県横浜市に生まれる。幼い頃から高校2年生までは野球に没頭し、野球をやめた後、体を鈍らせないためにボクシングジムに通いはじめる。そこで幼なじみで総合格闘家の渡邉龍太郎と再会し、これがきっかけで渡邉の所属するSONIC SQUADにて総合格闘技を始めた。
2013年10月12日、ZSTでプロデビュー。ドンキーコング64に一本勝ち。
2016年5月28日、中国の鄭州で開催された武林籠中対（WLF MMA）4でヌーアルティエビィエクーにTKO負け。
2017年11月25日、ZST.54にて橘川尋貴とZSTフェザー級王者決定戦で対戦。判定勝ちし、第4代ZSTフェザー級王座を獲得した。

### RIZIN
2020年8月9日、RIZIN初参戦。RIZIN.22で内村洋次郎との対戦が決まっていたが内村が怪我で欠場。代役の神田コウヤと対戦し、2RTKO勝利。
2021年3月21日、RIZIN.27にて堀江圭功と対戦し、3Rに右ストレートでダウンを奪われた後、パウンドによりTKO負けを喫した。
2022年5月5日、RIZIN LANDMARK vol.3にてGLADIATORフェザー級王者の原口央と対戦し、3-0の判定勝ちを収めた。
2022年7月31日、RIZIN.37で元GLADIATORフェザー級王者の中原由貴と対戦し、0-3の判定負けを喫した。中原の対戦相手の佐々木憂流迦がコロナウイルス感染により欠場したことで急遽代打での試合だった。
2023年6月24日、RIZIN.43で遠藤来生と対戦し、複数回のダウンを奪い3-0の判定勝ちを収めた。
2024年6月9日、RIZIN.47でカルシャガ・ダウトベックと対戦し、左フックを被弾しダウンを奪われ、立ち上がるも左ボディブローを受けてKO負けを喫した。

## 戦績

### プロ総合格闘技
| 総合格闘技 戦績 | 総合格闘技 戦績 | 総合格闘技 戦績 | 総合格闘技 戦績 | 総合格闘技 戦績 | 総合格闘技 戦績 | 総合格闘技 戦績 |
| --------------- | --------------- | --------------- | --------------- | --------------- | --------------- | --------------- |
| 26 試合         | (T)KO           | 一本            | 判定            | その他          | 引き分け        | 無効試合        |
| 15 勝           | 8               | 2               | 5               | 0               | 1               | 0               |
| 10 敗           | 5               | 1               | 4               | 0               | 1               | 0               |

| 勝敗 | 対戦相手                 | 試合結果                             | 大会名                                                           | 開催年月日     |
|      | 五明宏人                 | 試合前                               | DEEP 127 IMPACT                                                  | 2025年9月15日  |
| ×    | カルシャガ・ダウトベック | 1R 3:11 KO（左ボディブロー）         | RIZIN.47                                                         | 2024年6月9日   |
| ○    | 遠藤来生                 | 5分3R終了 判定3-0                    | RIZIN.43                                                         | 2023年6月24日  |
| ×    | 中原由貴                 | 5分3R終了 判定0-3                    | RIZIN.37                                                         | 2022年7月31日  |
| ○    | 原口央                   | 5分3R終了 判定3-0                    | RIZIN LANDMARK vol.3                                             | 2022年5月5日   |
| ○    | 山本歩夢                 | 1R 2:50 腕ひしぎ三角固め             | DEEP 105 IMPACT                                                  | 2021年12月12日 |
| ×    | DJ.taiki                 | 5分3R終了 判定0-3                    | DEEP 103 IMPACT                                                  | 2021年9月23日  |
| ×    | 堀江圭功                 | 3R 1:16 TKO（右ストレート→パウンド） | RIZIN.27                                                         | 2021年3月21日  |
| ○    | 神田コウヤ               | 2R 3:47 TKO（右ストレート）          | RIZIN.22 - STARTING OVER -                                       | 2020年8月9日   |
| ○    | 浜松ヤマト               | 5分2R終了 判定3-0                    | ZST.66                                                           | 2019年8月13日  |
| ○    | 鈴木琢仁                 | 3R 2:05 TKO（パウンド）              | ZST.63                                                           | 2019年1月27日  |
| △    | カラム・ルイス           | 5分2R終了 判定1-0                    | ZST.61                                                           | 2018年8月13日  |
| ○    | 樋沼朝光                 | 5分2R終了 判定3-0                    | ZST.59                                                           | 2018年3月17日  |
| ○    | 橘川尋貴                 | 2R 1:56 負傷判定2-1                  | ZST.58 ～旗揚げ15周年記念大会～ 【第4代ZSTフェザー級王者決定戦】 | 2017年11月25日 |
| ○    | 島村裕                   | 2R 1:43 TKO（パウンド）              | ZST.57                                                           | 2017年9月10日  |
| ○    | ニコス・レプカ           | 3R TKO（パンチ）                     | AUSTRALIAN FIGHTING CHAMPIONSHIP 19                              | 2017年4月15日  |
| ○    | 直斗                     | 2R 4:07 TKO（パンチ）                | ZST.55                                                           | 2017年2月24日  |
| ○    | 橘川尋貴                 | 2R 3:28 アームバー                   | ZST.54 ～旗揚げ14周年記念大会～                                  | 2016年11月27日 |
| ×    | 山本哲也                 | 3分3R終了 判定0-3                    | VTJ 8th                                                          | 2016年9月19日  |
| ○    | 川村謙                   | 2R 2:24 TKO                          | ZST.52                                                           | 2016年8月7日   |
| ×    | ヌーアルティエビィエクー | 1R 2:30 TKO                          | 武林籠中対（WLF MMA）4 in 鄭州                                   | 2016年5月28日  |
| ×    | 小笠原均                 | 2R 2:53 TKO（ドクターストップ）      | ZST.48                                                           | 2015年10月18日 |
| ×    | 金井塚信之               | 2R 0:52 リアネイキッドチョーク       | ZST in YOKOSUKA vol.2                                            | 2015年8月1日   |
| ○    | 真鍋朝行                 | 1R 2:30 KO（膝蹴り）                 | ZST CHALLENGE 141                                                | 2015年5月24日  |
| ×    | 檜山勇斗                 | 5分2R終了 判定0-2                    | ZST.43－旗揚げ12周年記念大会－                                   | 2014年11月23日 |
| ○    | 鈴木廣二                 | 2R 4:51 TKO（パンチ）                | ZST in YOKOSUKA vol.1                                            | 2014年6月29日  |
| ×    | 柏崎剛                   | 2R 4:19 TKO（タオル投入）            | SWAT!53                                                          | 2013年12月22日 |

### アマチュア総合格闘技
| 勝敗 | 対戦相手           | 試合結果                 | 大会名                         | 開催年月日     |
| ○    | 小林良太           | 2R 1:16 TKO（パンチ）    | ZST.42                         | 2014年8月31日  |
| ○    | ドンキーコングNOBU | 1R 2:11 フロントチョーク | ZST in YOKOSUKA プレ旗揚げ大会 | 2013年10月12日 |

## 獲得タイトル
- 第4代ZSTフェザー級王座（2017年）

### 試合映像
1. ↑  『【試合映像】関鉄矢 vs. 神田コウヤ / Tetsuya Seki vs. Kouya Kanda - RIZIN.22』RIZIN公式YouTubeチャンネル、2020年。
2. ↑  『【試合映像】関鉄矢 vs. 堀江圭功 / Tetsuya Seki vs. Yoshinori Horie - RIZIN.27』RIZIN公式YouTubeチャンネル、2021年。
3. ↑  『【試合映像】カルシャガ・ダウトベック vs. 関鉄矢 / Karshyga Dautbek vs. Tetsuya Seki - RIZIN.47』RIZIN公式YouTubeチャンネル、2024年。

### 補足映像
1. ↑  『【番組】RIZIN CONFESSIONS #69（※試合映像＆関鉄矢と堀江圭功による試合振り返りドキュメンタリー番組）』RIZIN公式YouTubeチャンネル、2021年。
2. ↑  『【番組】RIZIN CONFESSIONS #100（※番組内で試合映像。関鉄矢と原口央による試合振り返りドキュメンタリー番組）』RIZIN公式YouTubeチャンネル、2022年。
3. ↑  『【番組】RIZIN CONFESSIONS #152（※番組内で試合映像＆関鉄矢とカルシャガ・ダウトベックによる試合振り返りドキュメンタリー番組）』RIZIN公式YouTubeチャンネル、2024年。